# 알무데나 아모르
알무데나 아모르(Almudena Amor, 1994년 3월 30일 ~ )는 스페인의 배우이다.

## 출연 작품

### 영화
- 굿 보스 (2021)
- 죽음의 수녀 (2023)